# Джованні Веккіна
Джованні Веккіна (італ. Giovanni Vecchina, 16 серпня 1902, Венеція — 5 квітня 1973, Віченца) — італійський футболіст, що грав на позиції нападника. По завершенні ігрової кар'єри — тренер.
Виступав, зокрема, за клуби «Падова» та «Ювентус», а також національну збірну Італії. Триразовий чемпіон Італії.

## Клубна кар'єра
Народився 16 серпня 1902 року в місті Венеція. Вихованець юнацьких команд футбольних клубів «Аврора» (Венеція) та «Венеція».
У дорослому футболі дебютував 1919 року виступами за команду «Венеція», в якій провів три сезони. Протягом 1922—1924 років захищав кольори клубу «Петрарка» (Падова).
Своєю грою за останню команду привернув увагу представників тренерського штабу клубу «Падова», до складу якого приєднався 1924 року. Відіграв за клуб з Падуї наступні шість сезонів своєї ігрової кар'єри, демонструючи хорошу результативність. Отримав запрошення у збірну Італії
1930 року уклав контракт з клубом «Ювентус», у складі якого провів наступні три роки своєї кар'єри гравця. Тричі поспіль завойовував звання чемпіона Італії. Виступав на позиції центрфорварда, а його партнерами по лінії нападу були  Федеріко Мунераті, Раймундо Орсі, Ренато Чезаріні і Джованні Феррарі. У перших двох сезонах Веккіна був твердим гравцем основи, багато забивав. У сезоні 1932/33 його витіснив з основи Феліче Борель. 
Згодом з 1933 по 1939 рік грав у складі команд «Торіно», «Серветт», «Б'єллезе», «Венеція» та «Пальмезе».
Завершив ігрову кар'єру у команді «Сіракуза», за яку виступав протягом 1939—1940 років.

## Виступи за збірну
1928 року дебютував в офіційних матчах у складі національної збірної Італії. Ще один матч зіграв у 1931 році.

## Кар'єра тренера
Розпочав тренерську кар'єру, ще продовжуючи грати на полі, 1938 року, очоливши тренерський штаб клубу «Пальмезе».
1946 року став головним тренером команди «Віченца», тренував команду з Віченци один рік. Згодом протягом 1947–1948 років очолював тренерський штаб клубу «Наполі». Протягом тренерської кар'єри також очолював команди «Сіракуза», «Ровіго» та «Пістоєзе», а також входив до тренерського штабу клубу «Наполі».
Останнім місцем тренерської роботи був клуб «Портогруаро», головним тренером команди якого Джованні Веккіна був з 1953 по 1954 рік.
Помер 5 квітня 1973 року на 71-му році життя у місті Віченца.
| Дата      | Місто | Господарі  | Результат | Гості      | Турнір           | Голи | Примітки |
| --------- | ----- | ---------- | --------- | ---------- | ---------------- | ---- | -------- |
| 2-12-1928 | Мілан | Італія     | 3 – 2     | Нідерланди | товариський матч | -    |          |
| 12-4-1931 | Порту | Португалія | 0 – 2     | Італія     | товариський матч | -    |          |
| Усього    |       | Матчів     | 2         |            | Голів            | 0    |          |

### Статистика виступів у кубку Мітропи
| №                      | Розіграш               | Стадія                 | Дата та місце проведення | Команда 1              | Рахунок | Команда 2      | Голи та інші дії |
| ---------------------- | ---------------------- | ---------------------- | ------------------------ | ---------------------- | ------- | -------------- | ---------------- |
| 1                      | 1931                   | 1/4                    | 12.07.1931, Турин        | Ювентус                | 2:1     | Спарта (Прага) |                  |
| 2                      | 1931                   | 1/4                    | 22.07.1931, Прага        | Спарта (Прага)         | 1:0     | Ювентус        |                  |
| 3                      | 1931                   | 1/4 перегр.            | 2.09.1931, Відень        | Спарта (Прага)         | 3:2     | Ювентус        |                  |
| 4                      | 1932                   | 1/4                    | 25.06.1932, Турин        | Ювентус                | 4:0     | Ференцварош    |                  |
| 5                      | 1932                   | 1/4                    | 03.07.1932, Будапешт     | Ференцварош            | 3:3     | Ювентус        |                  |
| 6                      | 1932                   | 1/2                    | 6.07.1932, Прага         | Славія (Прага)         | 4:0     | Ювентус        |                  |
| 7                      | 1932                   | 1/2                    | 10.07.1932, Турин        | Ювентус                | 2:0     | Славія (Прага) |                  |
| Всього у кубку Мітропи | Всього у кубку Мітропи | Всього у кубку Мітропи | Всього у кубку Мітропи   | Всього у кубку Мітропи | 7       |                | 0                |

## Титули і досягнення
- Чемпіон Італії (3):

«Ювентус»: 1930-1931, 1931-1932, 1932-1933